# تفجيرات السعودية 2016
شهدت السعودية عدة عمليات انتحارية في يوم 29 رمضان 1437 هـ، الموافق 4 يوليو 2016 أهمها عملية تفجير المدينة المنورة وقت أذان صلاة المغرب في موقف سيارات تابع لمركز قوات الطوارئ بجوار الحرم النبوي في المدينة المنورة.

## تفاصيل
قال شهود عيان أن شخص دخل إلى الموقف التابع لقوات الطوارئ مجاور للحرم النبوي الشريف حيث أن منفذ الهجوم أظهر رغبته لهم في الإفطار معهم ومن ثم قام بتفجير حزامه الناسف. وخلف التفجير مقتل 4 من قوات الطوارئ منهم 3 قتلوا في الموقع نفسه، والحالة الرابعة توفيت بالمستشفى. بالإضافة إلى الإنتحاري وإصابة 8 آخرين بجروح مابين خطيرة وبسيطة ولم تحدث أي إصابات للمدنيين في حصيلة أولية.
وقال المتحدث الأمني لوزارة الداخلية اللواء منصور التركي، إنه مع حلول صلاة مغرب، بالمدينة المنورة، اشتبه رجال الأمن في أحد الأشخاص أثناء توجهه إلى المسجد النبوي الشريف عبر أرض فضاء تستخدم كمواقف لسيارات الزوار، وعند مبادرتهم في اعتراضه قام بتفجير نفسه بحزام ناسف مما نتج عن ذلك مقتل الانتحاري، واستشهاد 4 من رجال الأمن، وإصابة 5 آخرين من رجال الأمن. وأعقب التفجير تواجد أمني كثيف، ومنعت قوات الأمن الداخلي المصلين من مغادرة المسجد النبوي لفترة محدودة حتى تأكدت من خلو المنطقة من المتفجرات، ثم أعادت سير الأمور كسابق عهدها. وباشرت السلطات الأمنية التحقيقات للتعرف على شخصية المفجر، وطبيعة التفجير الذي وقع.

## حُرمة المكان
هناك عدد من الأحاديث الشريفة المبينة لحرمة المدينة المنورة ومكانتها عند المسلمين، منها:
- عن عَلِيٍّ ، عَنِ النَّبِيِّ ﷺ: «الْمَدِينَةُ حَرَمٌ مَا بَيْنَ عَيْرٍ إِلَى ثَوْرٍ، فَمَنْ أَحْدَثَ فِيهَا حَدَثًا، أَوْ آوَى مُحْدِثًا، فَعَلَيْهِ لَعْنَةُ اللهِ وَالْمَلَائِكَةِ وَالنَّاسِ أَجْمَعِينَ، لَا يَقْبَلُ اللهُ مِنْهُ يَوْمَ الْقِيَامَةِ صَرْفًا، وَلَا عَدْلًا».[9]
- عن أنس  عن النبي ﷺ قال:«المدينة حرم من كذا إلى كذا لا يقطع شجرها ولا يحدث فيها حدث من أحدث حدثا فعليه لعنة الله والملائكة والناس أجمعين».[10]

## خلفية
يأتي هذا التفجير بعد هجومي مطار أتاتورك بتركيا وتفجيرات بغداد التي تبناها تنظيم داعش.

## هجمات أخرى
وقع في نفس اليوم هجمات متفرقة أخرى في السعودية إحداها استهدفت القنصلية الأمريكية في جدة في الساعات الأولى من صباح يوم الإثنين 4 يوليو تلاها محاولة تفجير مسجد للمسلمين الشيعة بمحافظة القطيف شرق السعودية مع آذان المغرب بالتزامن مع تفجير المدينة المنورة.

## ردود الفعل

### التضامن مع السعودية
اكتست أبراج معظم دول الخليج العربي بألوان العلم السعودي تضامنا مع السعودية، ففي الإمارات تزين برج خليفة الذي يعد الأعلى في العالم باللون الأخضر،، وأكتسي جسر الشيخ زايد في أبوظبي بلوان العلم السعودي، أما قطر اكتسى مبنى وزارة الداخلية القطرية باللون الأخضر، إضافة إلى متحف الفن الإسلامي، لينضما إلى منشآت حيوية أخرى بالدوحة كفندقي الشعلة والشيراتون بالأخضر وبرج إسباير، وتزينت أبراج الكويت بلون العلم السعودي تعبيرا عن التضامن.

### الدولية
- الجزائر: أكد المتحدث الرسمي باسم وزارة الخارجية عبد العزيز بن علي الشريف عن تضامن الجزائر مع المملكة العربية السعودية حكومة وشعباً.[15]
- موريتانيا: قالت الخارجية الموريتانية في بيان: إن موريتانيا تشجب وتندد بهذا العمل الإرهابي الآثم وتعلن تضامنها الكامل مع المملكة العربية السعودية.[16]
- إندونيسيا: أدان الرئيس جوكو ويدودو التفجيرات ووصفها أنها ضد الدين والقيم الإنسانية.[17]
- ألمانيا: أكد وزير الخارجية الألماني فرانك فالتر شتاينماير في بيان أن الهجمات الإرهابية التي وقعت في السعودية همجية رامية إلى إشاعة الخوف والإرهاب. وتقدم بأحر التعازي لذوي الضحايا وتمنياته بالشفاء العاجل للمصابين.[18]
- إيران: أكد المتحدث باسم الخارجية الإيرانية بهرام قاسمي في بيان صحفي أن الإرهاب مدان بشدة بأي شكل كان وفي أي نقطة من العالم" داعيا إلى التصدي الحازم والجاد من قبل جميع الدول لمصادره وأسبابه والضالعين فيه فيما أعرب عن المواساة لأسر ضحايا هذه الأحداث.[19]
- روسيا: أدانت وزارة الخارجية الروسية في بيان بشدة التفجيرات الإرهابية التي وقعت في السعودية ووصفتها «بالاستفزازات الإجرامية». وأعربت عن تعازيها لذوي الضحايا والشفاء العاجل للمصابين.[20]
- إسبانيا: أعربت وزارة الخارجية الأسبانية في بيان عن دعم إسبانيا الكامل للسعودية في حربها ضد آفة «الإرهاب» مجددة رفضها المطلق للإرهاب بكل أشكاله. ونقل البيان تعازي إسبانيا العميقة لأسر الضحايا وأصدقائهم وتمنياتها بالشفاء العاجل للجرحى.[21]
- فرنسا: قالت وزارة الخارجية الفرنسية في بيان ان هذه الهجمات التي استهدف السعودية عمل بغيض.وأضاف البيان ان فرنسا تقدم تعازيها لأسر المتضررين في الهجمات ويؤكد تضامنها مع المملكة العربية السعودية في المعركة ضد الإرهاب".[22]
- المملكة المتحدة: أعرب وزير الدولة البريطاني لشؤون الشرق الأوسط وشمال افريقيا توبايس الوود عن وقوف بلاده إلى جانب السعودية حكومة وشعبا في جهودها لمكافحة التطرف العالمي وعن تعازيه لاسر واصدقاء الضحايا مؤكدا انه لا يوجد أي عذر يبرر مثل هذه الجرائم البشعة.[23]
- باكستان: قالت الحكومة في بيان صحفي ان باكستان قيادة وحكومة وشعبا تقف صفا واحدا مع المملكة العربية السعودية قيادة وحكومة وشعبا معربة عن تضامنها التام مع السعودية حيال الإرهاب الذي تواجهه وعن تمنياتها أن يتقبل المولى الشهداء ويمن على الجرحى بالشفاء ودوام الأمان والاستقرار للمملكة.[24]
- الولايات المتحدة: أكد المتحدث باسم الوزارة الخارجية الأمريكية جون كيربي، في بيان صحفي وقوف بلاده مع السعودية في مواجهة الإرهاب واعرب عن استنكاره لتلك الاحداث الارهابية التي جرت في السعودية.[25][26] وأعرب سفير الولايات المتحدة الأمريكية لدى المملكة العربية السعودية جوزيف ويستفال عن استنكاره للهجمات الإرهابية التي وقعت في السعودية.[27][28] وأدان البيت الأبيض، ومجلس الأمن القومي التفجيرات الإرهابية أيضا.[29]
- جمهورية الشيشان: أعرب قادروف، على صفحته في موقع إنستغرام، غضبه إزاء الهجوم، قائلا: «لعنة الله على من نظّم وتبنى العملية الإرهابية في المدينة المنورة! قاتله الله! إن قلوبنا مليئة بالغضب إزاء التفجير، الذي وقع في محيط الحرم النبوي». وأعرب عن أصدق التعازي للملك سلمان بن عبد العزيز آل سعود.[30]
- البحرين: أدانت العمل الإرهابي الذي استهدف المدينة المنورة.[31]
- الأردن: أدانت الأردن، الحادث الإرهابي الجبان الذي استهدف جوار الحرم النبوي الشريف في المدينة المنورة، مؤكدة وقوفها الكامل وتضامنها مع السعودية في مواجهة الإرهاب الأعمى، الذي يستهدف أمنها واستقرارها.[32]
- الإمارات العربية المتحدة: أدانت بشدة الهجمات الإرهابية التي طالت المملكة العربية السعودية.[33]
- فلسطين: ادان المتحدث الرسمي باسم الحكومة الفلسطينية، يوسف المحمود، التفجيرات الإرهابية التي وقعت في المملكة العربية السعودية وأكد الوقوف إلى جانب المملكة العربية السعودية في مواجهتهم الاٍرهاب.[34]
- عُمان: ادانت وزارة الخارجية لسلطانة عمان، التفجير الانتحاري التي إستهدف موقف سيارات قوات الطوارئ أثناء وقت الإفطار بالقرب من الحرم النبوي الشريف بالمدينة المنورة.[35]
- مصر: أعربت مصر في بيان صادر عن وزارة الخارجية عن خالص تعازى حكومة وشعب جمهورية مصر العربية لحكومة وشعب المملكة العربية السعودية الشقيقة في ضحايا الحادث، داعياً المولى عز وجل أن يلهم ذويهم الصبر والسلوان وأن يتغمدهم برحمته.[36]
- تركيا: دان الرئيس التركي رجب طيب أردوغان الهجمات الإرهابية التي شهدتها المملكة العربية السعودية اليوم الإثنين.[37]
- الكويت: أدانت دولة الكويت التفجيرات الإرهابية التي حدثت في محيط المسجد النبوي الشريف، وأكد الشيخ صباح الأحمد الجابر الصباح وقوف الكويت مع المملكة العربية السعودية وتأييدها بكل ماتتخذه من إجراءات لحماية أمنها واستقرارها.[38]
- العراق: أدان العراق بشدة الإعتداءات الإرهابية التي تعرض لها المسجد النبوي الشريف بالمدينة المنورة، ومسجد محلي في مدينة القطيف السعودية. وأشار «ان مثل هذه الجرائم النكراء التي تستهدف الاماكن المقدسة ودور العبادة والمساجد تبيّن انحراف وشذوذ الفكر الذي تحمله العصابات التكفيرية كداعش وغيرها»[39]
- ليبيا: استنكر رئيس مجلس النواب الليبي عقيلة صالح عيسى التفجيرات وقدم تعازيه إلى المملكة العربية السعودية.[40]

### المنظمات والأحزاب
- الإيسيسكو: أدانت المنظمة الإسلامية للتربية والعلوم والثقافة بشدة الأعمال الإرهابية التي شهدتها المملكة العربية السعودية.[41]
- الاتحاد الأفريقي: أدانت رئيسة مفوضية الاتحاد الأفريقي الدكتورة انكوسازانا دلاميني زوما الهجمات الانتحارية التي وقعت في المملكة العربية السعودية ووصفت الهجوم الذي استهدف المسجد النبوي الشريف في المدينة المنورة بأنه هجوم على الإسلام والمصلين الأبرياء، معبرة عن تعازيها لعائلات الضحايا.[42]
- الاتحاد الأوروبي: قالت الممثلة العليا للسياسة الخارجية والامنية بالاتحاد الأوروبي فيديريكا موغيريني في بيان إن الاتحاد الأوروبي سيواصل العمل مع جميع شركائه لمكافحة الإرهاب بجميع أشكاله. وأعربت عن خالص تعازيها لأقارب الضحايا وتمنياتها بالشفاء العاجل للجرحى.[43]
- مجلس التعاون الخليجي: أعرب مجلس التعاون لدول الخليج العربية عن إدانته الشديدة للتفجيرات الارهابية التي وقعت في المملكة العربية السعودية، وصرح الدكتور عبداللطيف بن راشد الزياني الأمين العام لدول مجلس التعاون الخليجي أن هذه التفجيرات الارهابية بأنها جرائم مروعة تتنافى مع القيم والمبادئ الإنسانية والأخلاقية.[44]
- الأمم المتحدة: أدان الأمين العام للأمم المتحدة بان كي مون، الهجمات الإرهابية في المملكة العربية السعودية ووصفها بأنها أكثر الجرائم دناءة، لأنها نفذت في وقت كان السكان فيه يستعدون للاحتفال بعيد الفطر، ونهاية شهر رمضان المبارك. وأعرب عن تعاطفه وتعازيه لأسر الضحايا، ولحكومة ولشعب المملكة العربية السعودية، وعن أمنياته بالشفاء العاجل للمصابين.[45]
- المنظمة العربية للهلال الأحمر والصليب الأحمر: عبَّر الأمين العام للمنظمة العربية للهلال الأحمر والصليب الأحمر، الدكتور صالح بن حمد السحيباني باسمه شخصيًّا، وبالإنابة عن جميع أعضاء المنظمة العربية للهلال الأحمر والصليب الأحمر عن استنكار المنظمة الشديد لهذه الأعمال الإرهابية التي تستهدف الإنسان، وتتنافى مع كل القيم والمبادئ الأخلاقية والإنسانية وتعاليم الديانات السماوية، وكذلك الاتفاقيات الدولية.[46]
- مجلس حكماء المسلمين: أعرب عن إدانته الشديدة للتفجيرات الإرهابية التي وقعت قرب الحرم النبوي الشريف بالمدينة المنورة، ومسجد في القطيف شرق السعودية، مما أسفر عن استشهاد بعض رجال الأمن وإصابة آخرين[47]
- جامعة الدول العربية: أدانت الحادث الإرهابي الذي وقع بالمدينة المنورة بالقرب من المسجد النبوي قائلة: "الإرهاب لا دين له ويجب العمل دوليًا للقضاء عليه.[48]
- : أدانت حركة المقاومة الإسلامية «حماس»، التفجيرات «الإجرامية» بالقرب من المسجد النبوي قائلة: «تعتبر استهداف المسجد النبوي هو تحدٍ لكل المسلمين في بقاع الأرض واستفزاز لمشاعرهم لما تمثله هذه البقعة الطاهرة من رمزية دينية كبيرة لكل المسلمين».[49]
- : أدان حزب الله التفجيرات الانتحارية الإرهابية التي استهدفت المنطقة المحيطة بالمسجد النبوي الشريف في المدينة المنورة وأحد المساجد في منطقة القطيف شرق السعودية.[50]
- حزب الجيل الديمقراطي: ندد حزب الجيل الديمقراطي برئاسة ناجي الشهابي، بالتفجيرات الإرهابية التي وقعت بالمملكة العربية السعودية، مؤكدًا أن المملكة العربية السعودية تتعرض لهجمات إرهابية من جماعات باعت نفسها للشيطان، وتنفذ مخططات تستهدف ترويع الآمنين وزرع الخوف وقتل المصلين في المساجد وتقويض دعائم المجتمعات الإسلامية.[51]
- حزب القوات اللبنانية: دان رئيس حزب القوات اللبنانية سمير جعجع، التفجيرات الإرهابية التي طالت المملكة العربية السعودية، واعتبر جعجع أن هذه التفجيرات تدحض كل ما سيق ويُساق بحق المملكة العربية السعودية من اتهامات باطلة بتمويل الإرهاب ودعمه، لا بل تؤكد على أن المملكة تدفع غاليا ثمن محاربتها للإرهاب.[52]
- تيار المستقبل: دان الرئيس سعد الحريري الهجمات الإرهابية الجبانة التي شهدتها المملكة العربية السعودية وأكد أن كل المسلمين يقفون إلى جانب المملكة العربية السعودية شعبا وحكومة.[53]
- حركة النهضة: دان رئيس حركة النهضة التونسية راشد الغنوشي بشدة التفجيرات الإرهابية التي تعرضت لها المملكة العربية السعودية.[54]

### آخرى
- بايرن ميونخ: أعرب نادي بايرن ميونخ في حسابه الرسمي في تويتر، عن إدانته للتفجير الوحشي على المدينة المنورة، وتمنى النادي وجميع العاملين به السلامة للجميع.[55]
- إيه إس روما: أعرب نادي إيه إس روما في حسابه الرسمي في تويتر، إدانة الاعتداء الذي وقع في المدينة المنورة، وتقدم بخالص التعازي لأسر الضحايا.[56]
- إنتر ميلان: قدم نادي إنتر ميلان في حسابه الرسمي في تويتر، عن خالص التعازي للأمة الإسلامية وللمملكة العربية السعودية وأهالي ضحايا فاجعة تفجيرات الحرم النبوي الوحشية.[57]